# Bernhard von Kessel
Bernhard Alexander Heinrich von Kessel (* 20. November 1817 in Breslau; † 7. Juni 1882 in Berlin) war ein preußischer General der Infanterie und Generaladjutant von Kaiser Wilhelm I.

## Leben

### Herkunft
Bernhard war ein Sohn des preußischen Generalleutnants Gustav von Kessel (1760–1827) und dessen Ehefrau Angelika, geborene Schock (1778–1857). Der spätere preußische Generalmajor Emil von Kessel (1804–1870) war sein älterer Bruder.

### Militärlaufbahn
Kessel besuchte die Kadettenhäuser in Potsdam und Berlin. Am 12. August 1835 wurde er als Sekondeleutnant dem 1. Garde-Regiment zu Fuß der Preußischen Armee überwiesen, in dem sein Vater bereits als Kommandeur gedient hatte. 1837/38 war er zum kombinierten Garde-Reserve-Bataillon kommandiert, stieg 1844 zum Bataillonsadjutanten auf und wurde Mitte Mai 1849 Premierleutnant. Ab 1850 fungierte Kessel als Kompanieführer bei der Schulabteilung, wurde im Juni 1852 zum Hauptmann befördert und am 12. März 1853 unter Stellung à la suite des 1. Garde-Regiments zu Fuß zum Kommandeur der Schulabteilung ernannt. Als Major führte er vom 11. August 1857 bis zum 5. November 1858 das I. Bataillon im 25. Landwehr-Regiment in Aachen und kehrte anschließend mit der Ernennung zum Kommandeur des Füsilier-Bataillons in das 1. Garde-Regiment zu Fuß zurück. Anlässlich der bevorstehenden Vermählung mit Antonia Maria von Portugal begleitete Kessel Leopold von Hohenzollern nach Lissabon. Nach seiner Rückkehr wurde er am 20. September 1861 Kommandeur des Lehr-Infanterie-Bataillons und in dieser Stellung Mitte Oktober 1861 Oberstleutnant. Am 7. März 1863 beauftragte man ihn zunächst mit der Führung des 1. Garde-Regiments zu Fuß und ernannte Kessel am 2. Mai 1863 zum Regimentskommandeur. Als Oberst führte er 1866 während des Krieges gegen Österreich die Avantgarde in den Kämpfen bei Soor, Königinhof und Königgrätz. Besonders für sein Verhalten bei Königinhof wurde Kessel auf Vorschlag seines vorgesetzten Generals von Alvensleben am 20. September 1866 mit dem Orden Pour le Mérite ausgezeichnet.
Unter Belassung in seiner Stellung als Regimentskommandeur wurde Kessel am 31. Dezember 1866 zum Flügeladjutanten von König Wilhelm I. ernannt. Am 18. Mai 1867 beauftragte man ihn dann mit der Führung der 1. Garde-Infanterie-Brigade und mit der Wahrnehmung der Geschäfte als Kommandant von Potsdam. Mit der Beförderung zum Generalmajor erfolgte am 22. März 1868 seine Ernennung zum Brigadekommandeur und General à la suite des Königs. Kessel nahm 1870/71 während des Krieges gegen Frankreich an den Kämpfen bei Gravelotte, Beaumont und Sedan sowie der Belagerung von Paris teil. Er wurde mit beiden Klassen des Eisernen Kreuzes ausgezeichnet und nach dem Vorfrieden von Versailles am 17. März 1871 zum diensttuenden General à la suite des Kaisers ernannt. Als solcher avancierte Kessel am 22. März 1872 zum Generalleutnant und war vom 13. September bis zum 22. November 1872 zur Vertretung des erkrankten Kommandeurs der 5. Division nach Frankfurt (Oder) kommandiert. Im Anschluss daran zum Kommandeur dieses Großverbandes ernannt, wurde Kessel im Dezember 1872 mit dem Orden der Heiligen Anna I. Klasse, dem Großkreuz des Franz-Joseph-Ordens sowie dem Mecklenburgischen Militärverdienstkreuz I. Klasse ausgezeichnet. Seit dem 10. September 1874 war er als Generaladjutant des Kaisers tätig, erhielt am 20. September 1876 den Roten Adlerorden I. Klasse mit Eichenlaub und wurde am 13. Juni 1879 unter Belassung in seiner Stellung als Generaladjutant Präses der General-Ordens-Kommission. Nachdem Kessel am 18. September 1880 zum General der Infanterie befördert worden war, verstarb er am 7. Juni 1882 in Ausübung seines Dienstes.

### Familie
Kessel verheiratete sich am 30. Januar 1866 in Potsdam mit seiner Nichte Margarethe von Kessel (1848–1878). Die Ehe blieb kinderlos.